# 世界双人围棋协会
世界双人围棋协会（日语：／）是成立於2008年的國際非營利組織，旨在国际上进一步传播和推广双人围棋，加深双人围棋选手之间的联系，支持世界各地的双人围棋赛事，并与國際圍棋聯盟和國際智力運動聯盟合作推動智力运动。

## 概述
世界双人围棋协会旨在世界范围内发起、培育、普及和发展双人围棋，策划和运营双人围棋国际大会和世界锦标赛，确立举办此类赛事所必需的国际规则，并与国际围棋联盟合作，希望通过双人围棋，促进围棋運動的普及和发展。

## 理事会
- 会長（日本）：松浦晃一郎
- 副会長（日本）：泷裕子
- 理事（中国）：Chaoyi LUO
- 理事（韓国）：梁宰豪
- 理事（欧州）：Martin Stiassny
- 理事（北美）：Thomas Hsiang
- 理事（拉丁美洲）：Eduardo López
- 名誉会長（日本）：泷久雄

截至2023年1月1日。

## 会员资格
凡是代表其国家或地区加入国际围棋联盟的双人围棋组织或围棋组织，均有资格申请加入世界双人围棋协会，经理事会批准后，成为世界双人围棋协会会员。

## 理事
为了管理和运营世界双人围棋协会，协会设置6名以上10名以下的理事。理事会认为必要时，可通过理事会决议再额外任命1名理事。

## 活动和历史
1990年12月，以普及双人围棋和加深国际友谊为目的，举行了国际围棋业余双人淘汰赛（现国际业余双人围棋锦标赛）。双人围棋是一种益智游戏，通过举办各种活动为国际友好做出了贡献。

2008年10月，国际智力运动协会（IMSA）决定於中國北京举办“第一届世界智力运动会”，设立围棋、桥牌、国际象棋、国际跳棋（西洋跳棋）、象棋（中国象棋）五个项目，双人围棋則被指定正式比赛项目之一。同年，世界双人围棋协会在此背景下成立，以進一步在国际上普及和推广双人围棋，松浦晃一郎（联合国教科文组织第8任总干事）被任命为首任会长。

世界双人围棋协会亦與日本双人围棋协会、国际围棋联盟（IGF）和[[国际智力运动协会合作，以双人围棋规则为基础，旨在将双人围棋作为智力运动的正式项目，进一步向国际推广。

## 成员国和地区
亚洲16个国家和地区
- 中国
- 印度
- 印度尼西亞
- 伊朗
- 日本
- 马来西亚
- 蒙古国
- 尼泊尔
- 菲律賓
- 新加坡
- 泰國
- 越南
- 中華臺北[註 1]
- 中國香港

欧洲39个国家
- 亞美尼亞
- 奥地利
- 白俄羅斯
- 比利时
- 保加利亚
- 賽普勒斯
- 捷克
- 丹麦
- 芬兰
- 法國
- 德国
- 匈牙利
- 冰島
- 爱尔兰
- 以色列
- 義大利
- 拉脫維亞
- 立陶宛
- 盧森堡
- 荷蘭
- 挪威
- 波蘭
- 葡萄牙
- 羅馬尼亞
- 俄羅斯
- 塞爾維亞
- 斯洛伐克
- 斯洛維尼亞
- 西班牙
- 瑞典
- 瑞士
- 土耳其
- 乌克兰
- 英国

非洲3個国家
- 马达加斯加
- 摩洛哥
- 南非

美洲15个国家
- 阿根廷
- 巴西
- 加拿大
- 智利
- 哥伦比亚
- 古巴
- 墨西哥
- 巴拿马
- 秘魯
- 乌拉圭
- 美国
- 委內瑞拉

大洋洲2个国家
- 新西兰

共75个国家和地区（截至2023年1月1日）。

## PGPP
PGPP是Pair Go Promotion Partner（双人围棋发展伙伴）的缩写。PGPP认同发展双人围棋的意义，并在自己的国家或地区积极开展双人围棋的普及活动。自1990年发明双人围棋以来，参加过“国际业余双人围棋锦标赛”等双人围棋国际大会的选手和官员受邀成为PGPP，现在遍及75个国家和地区，已有1,500 多人。PGPP活跃在世界各个国家/地区，教授和推广双人围棋，为扩大双人围棋的国际普及起到了重要作用。

## 相关机构
- 国际智力运动联盟（IMSA）
- 國際圍棋聯盟（IGF）
- 日本双人围棋协会